# 聖弗蘭西斯科哈維爾
聖弗蘭西斯科哈維爾（西班牙語：San Francisco Javier），是薩爾瓦多的城鎮，位於該國東南部，由烏蘇盧坦省負責管轄，面積45.32平方公里，海拔高度287米，2007年人口5,409，人口密度每平方公里119.35人。
13°25′N 88°34′W / 13.417°N 88.567°W